# Charles Savert
 (août 2020).
Charles Savert (1904-1995) est un résistant français.

## Biographie
Charles Auguste Henri Savert naît à Nîmes le 6 avril 1904. Il entre comme cheminot à la SNCF.
Utilisant le pseudonyme « Maurice », il milite au sein du Parti communiste clandestin, sans toutefois adhérer vraiment à son corpus idéologique, à en croire Aimé Vielzeuf.
C'est à ce titre qu'il est nommé au comité départemental de Libération en 1944. Il y retrouve son beau-frère, Georges Salan. Il participe notamment aux actions de ravitaillement organisées par le CDL.
Après la guerre, il quitte la vie politique pour s'établir imprimeur.
Peu après avoir fait partie, après Marcel Bonnafoux et Marceau Lapierre, des trois résistants gardois « biographiés » par Vielzeuf, il meurt le 19 décembre 1995 dans sa ville natale.